# Sarfannguit
Sarfannguit (antigament escrit: Sarfannguaq / Sarfánguaq) és un assentament humà dins el municipi de Qeqqata a Groenlàndia. El 2010 tenia 126 habitants. Aquest assentament va ser fundat el 1843.

## Geografia
Sarfannguit es troba en el promontori est de l'Illa de Sarfannguit, aproximadament a 36 km a l'est de Sisimiut L'estret s'obre cap al fiord Amerloq a l'oest i a l'Estret de Davis al sud de Sisimiut. El fiord Ikertooq uneix l'illa des del sud.

## Economia
La primera turbina aèria de Groenlàndia es va construir a Sarfannguit el 2010. Aquesta turbina estalvia 6.000 litres de petroli per mes per aquest assentament.

## Transport

### Aeri
L'arodrom de Sisimiut es troba a prop i té connexions amb Ilulissat, Kangerlussuaq, Maniitsoq i Nuuk operades per Air Greenland.

### Mar
La Royal Arctic Line proporciona serveis setmanals de ferri amb Itilleq i Sisimiut,